# Italo-canadesi
Per italo-canadesi si intendono i canadesi che hanno origine italiana e i cittadini italiani che risiedono in Canada. Secondo il censimento del Canada del 2021, 1.546.390 canadesi (il 4,3% della popolazione totale) hanno origini italiane in tutto o in parte. Comprendono un sottogruppo di canadesi dell'Europa meridionale che è un ulteriore sottogruppo di canadesi europei. Il censimento enumera l'intera popolazione canadese, composta da cittadini canadesi (per nascita e per naturalizzazione), immigrati sbarcati e residenti non permanenti e le loro famiglie che vivono con loro in Canada. Risiedendo principalmente nelle aree metropolitane industriali urbane centrali, gli italo-canadesi sono il settimo gruppo etnico auto-identificato in Canada dopo i canadesi francesi, inglesi, irlandesi, scozzesi, tedeschi e cinesi.

## Storia

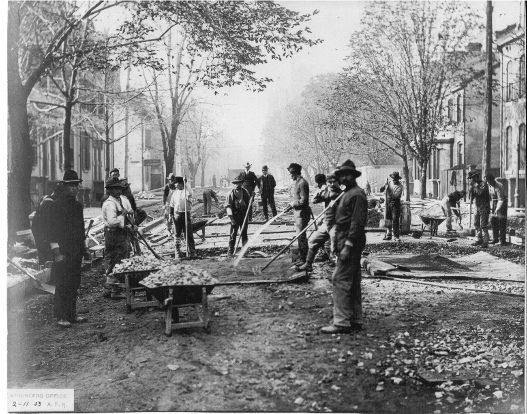
Gli immigrati italiani che posano sampietrini in King Street a Toronto, 1903

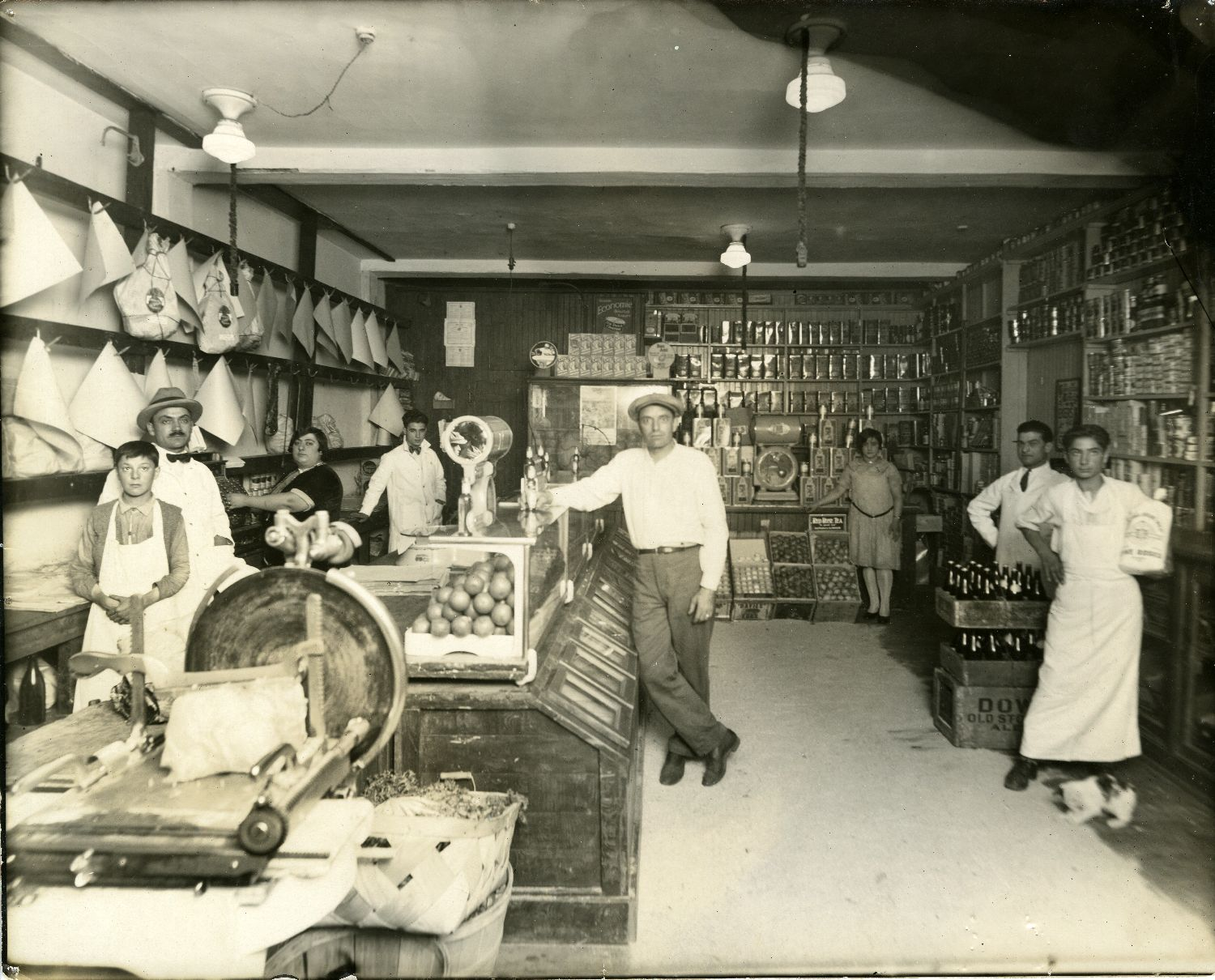
Un negozio alimentare di una famiglia di origine italiana, Petite Italie di Montréal, 1910

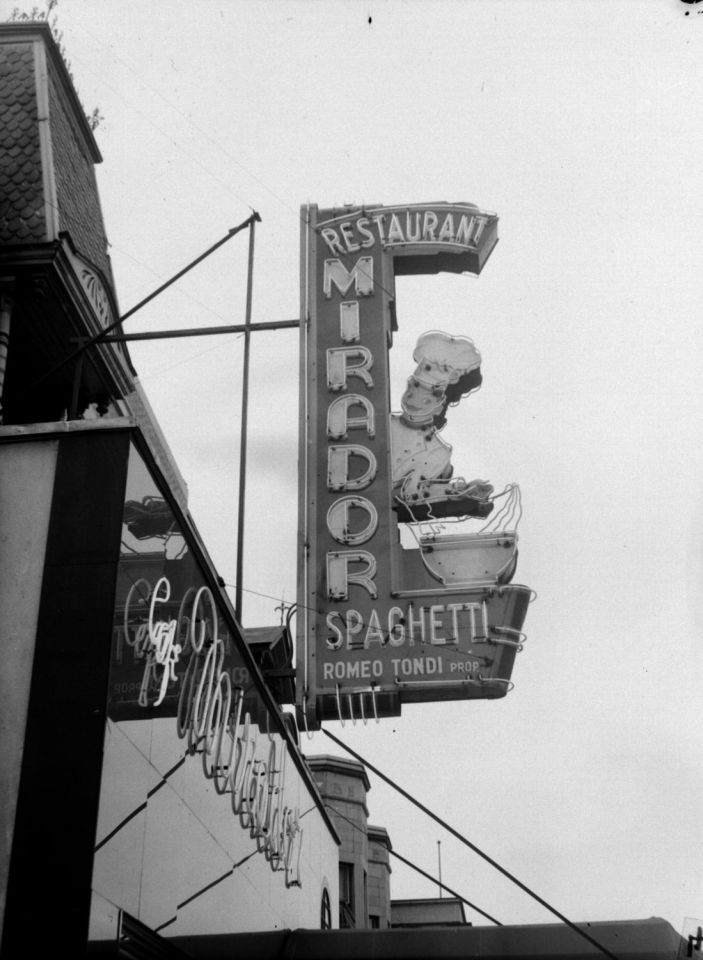
Insegna del ristorante italiano Mirador, Montréal, 1948

Il primo esploratore del Nord America fu il veneziano Giovanni Caboto, che approdò a Capo Bonavista, Terranova e Labrador, nel 1497. Il suo viaggio in Canada, e in altre parti delle Americhe, è stato seguito da quelli di suo figlio Sebastiano Caboto e da quelli di Giovanni da Verrazzano.
Il primo censimento canadese che enumerava la popolazione di origine italiana fu condotto nel 1871. A quel tempo, c'erano solo 1.035 persone di origine italiana che vivevano in Canada. Un certo numero di italiani emigrarono in Canada, spesso per lavorare come operai nella costruzione della Canadian Pacific Railway. Nel 1904, 3.144 degli 8.576 lavoratori stagionali della Canadian Pacific Railway erano italiani. I lavoratori italiani in quel periodo, come descritto da Lucy di Pietro, venivano visti  "come di passaggio e giudicati, secondo lo stereotipo, gente di sangue caldo dal temperamento violento e criminale".  Gli italiani erano fra gli immigrati considerati "indesiderabili", secondo quanto espresso dalla prima legge canadese riguardante l'immigrazione, risalente al 1869. Questa legge prevedeva alcune categorie di stranieri ritenute più "desiderabili", per motivi legati ad affinità culturale o per stereotipi legati alla operosità lavorativa, privilegiando i lavoratori del Regno Unito o dai paesi del nord Europa. Gli italiani erano solitamente appellati con il soprannome di navvies, abbreviazione di navigator, termine coniato nel Regno Unito per indicare i manovali e che a partire dal 1830 fu applicato in senso dispregiativo a coloro che lavoravano alla costruzione di tunnel o ferrovie in condizioni di disagio.
Il primo cospicuo afflusso di emigrati italiani in Canada iniziò all'inizio del XX secolo, quando oltre 60.000 italiani si trasferirono in Canada tra il 1900 e il 1913. Si trattava in gran parte di contadini dell'Italia meridionale e delle parti agrarie del nord-est (Veneto e Friuli). Nel 1905 fu costituita la Commissione reale incaricata di indagare sull'immigrazione dei lavoratori italiani a Montréal e sulle presunte pratiche fraudolente delle agenzie per il lavoro, che si occupava delle tattiche ingannevoli usate dai mediatori del lavoro che reclutavano lavoratori italiani per le imprese canadesi che ne facevano richiesta. Questi numeri erano tuttavia contenuti rispetto a quelli degli Stati Uniti d'America, dove circa quattro milioni di italiani emigrarono in questo Paese tra il 1880 e il 1920.
Gli italo-canadesi emigrarono principalmente a Toronto e Montréal. A Toronto, la popolazione italiana è passata da 4.900 nel 1911 a 9.000 nel 1921, costituendo quasi il 2% della popolazione della città. Gli italiani a Toronto e a Montréal presto stabilirono enclave etniche nella forma di Little Italies. Comunità più piccole sorsero anche a Vancouver, Hamilton, Niagara Falls, Guelph, Windsor, Thunder Bay, Sault Sainte Marie, Ottawa e Sherbrooke. Molti si stabilirono anche in comunità minerarie nella British Columbia (Trail), Alberta (Crowsnest Pass), Isola del Capo Bretone (Inverness), e Ontario settentrionale (Sault Sainte Marie e Fort William).
Questa migrazione fu in gran parte interrotta dopo la prima guerra mondiale: le nuove leggi sull'immigrazione negli anni venti del XX secolo e la Grande depressione limitarono l'immigrazione italiana. Circa 40.000 italiani vennero in Canada durante il periodo interbellico, prevalentemente dall'Italia meridionale, dove una depressione economica e la sovrappopolazione, avevano portato molte famiglie alla povertà. Durante la seconda guerra mondiale, gli italo-canadesi furono guardati con sospetto e furono oggetto di atteggiamenti discriminatori. Come parte del War Measures Act, 31.000 italo-canadesi furono etichettati come "nemici" con presunti collegamenti fascisti, e tra il 1940 e il 1943, circa 600-700 di questi italo-canadesi furono arrestati e inviati nei campi di internamento, come Camp Petawawa, in quello che fu il periodo del coisiddetto "internamento italo-canadese". Mentre molti italo-canadesi avevano inizialmente sostenuto il fascismo e il regime di Benito Mussolini per il suo ruolo nel rafforzare la presenza dell'Italia sulla scena mondiale, la maggior parte degli italiani in Canada non nutriva alcun rancore contro il Canada e pochi rimanevano fedeli seguaci dell'ideologia fascista. Nel 1990, l'ex primo ministro Brian Mulroney si scusò per l'internamento di guerra di italo-canadesi a una riunione a Toronto del Congresso nazionale degli italo-canadesi. Nel maggio 2009, Massimo Pacetti ha introdotto il disegno di legge C-302, una "Legge per riconoscere l'ingiustizia che è stata fatta alle persone di origine italiana attraverso il loro internamento, la percezione che li vedeva nemici del Canada durante la seconda guerra mondiale, oltre che per promuovere l'istruzione sulla storia italo-canadese [del valore di $ 2,5 milioni]", che è stata approvata dalla Camera dei comuni del Canada il 28 aprile 2010; Canada Post doveva anche emettere un francobollo commemorativo per commemorare l'internamento dei cittadini italo-canadesi, ma Bill C-302 non ha superato le successive fasi per diventare legge. Nel 2021, il primo ministro Justin Trudeau si formalmente scusò per l'internamento di guerra di italo-canadesi, alla Camera dei comuni del Canada.
Una seconda ondata si è verificata dopo la seconda guerra mondiale quando gli italiani, in particolare dalle regioni Lazio, Abruzzo, Molise, Puglia, Campania, Calabria e Sicilia, hanno lasciato il paese impoverito dalla guerra per raggiungere il Canada, un paese giovane e in forte crescita. Un piccolo numero di istriani italiani e dalmati italiani immigrò anche in Canada durante l'esodo giuliano dalmata, lasciando le loro terre d'origine, che furono perse all'Italia e annesse alla Jugoslavia dopo il trattato di Parigi fra l'Italia e le potenze alleate. Tra i primi anni 1950 e la metà degli anni 1960, circa 20.000-30.000 italiani sono immigrati in Canada annualmente,, superando coloro che nello stesso periodo si sono recati negli Stati Uniti d'America. Tra il 1946 e il 1967, oltre il 90% degli immigrati italiani ha approfittato del sistema di sponsorizzazione in base al quale venivano ammessi in Canada se sponsorizzati da parenti residenti in Canada che si sarebbero assunti la responsabilità finanziaria per il loro mantenimento durante il periodo di insediamento. Nel 1948 le relazioni fra Canada e Italia si formalizzarono grazie all'apertura di un'ambasciata canadese a Roma e di un ufficio per l'immigrazione nel Paese americano Alla fine degli anni 1960, l'economia italiana conobbe un periodo di crescita e ripresa, rimuovendo uno dei principali incentivi all'emigrazione. Nel 1967, il sistema di sponsorizzazione fu limitato, basando invece la selezione degli immigrati su considerazioni legate al mercato del lavoro canadese, e ciò diminuì l'afflusso di immigrazione italiana in Canada. Il 90% degli italiani immigrati in Canada dopo la seconda guerra mondiale è rimasto in Canada e, decenni dopo quel periodo, la comunità aveva ancora una buona conoscenza della lingua italiana. Dal 2001 si è registrato un calo complessivo nell'uso della lingua italiana.
Il molo 21 di Halifax, Nuova Scozia, è stato un influente porto di immigrazione italiana tra il 1928 fino a quando non cessò le operazioni nel 1971: qui 471.940 italiani arrivarono in Canada, rendendo loro il terzo gruppo etnico più numeroso ad immigrare in Canada durante quel lasso di tempo.
La rapida crescita delle aree metropolitane che aveva attratto immigrati italiani creò una forte domanda di lavoratori edili, e negli anni sessanta del XX secolo più di 15.000 italiani lavoravano nell'industria edile di Toronto, rappresentando un terzo di tutti i lavoratori edili della città di quegli anni. Altri hanno avviato piccole attività come barbieri, negozi di alimentari e forni che hanno creato enclave etniche italiane. Le donne italiane che sono entrate nel mondo del lavoro spesso hanno lavorato nel settore dell'abbigliamento. L'importanza del nucleo familiare degli italo-canadesi ha fornito un ruolo centrale nell'adattamento alle nuove realtà socioeconomiche. Uno studio della metà degli anni sessanta del XX secolo condotto a Montréal ha rilevato che due italiani su tre nati in Canada avevano il loro parente più prossimo che viveva nello stesso edificio dove risiedevano, oppure a breve distanza; più della metà degli intervistati aveva scelto di acquistare una casa in una data zona per legami familiari visto che i loro parenti, oppure altri italo-canadesi non imparentati con loro, vivevano nelle vicinanze. Il 75% degli italiani immigrati dopo la seconda guerra mondiale erano impiegati in occupazioni a basso reddito, ma a metà degli anni ottanta del XX secolo i figli degli immigrati avevano raggiunto un livello di istruzione superiore paragonabile alla media nazionale. Negli anni ottanta del XX secolo, l'86% degli italo-canadesi possedeva una casa, rispetto al 70% della popolazione totale.
Il Canada iniziò così una politica multiculturale che determinò un rafforzamento dell'identità dei diversi gruppi etnici presenti a Toronto. Fra questi, quello italiano visse una forte trasformazione socio-culturale dovuta a molteplici fattori. Con il cessare della diffidenza causata dall'esperienza fascista, gli italiani riuscirono a migliorare le loro condizioni di vita, con un aumento della mobilità sociale dei giovani italo-canadesi. La seconda generazione infatti, maggiormente istruita, cominciò ad abbandonare i lavori manuali tradizionalmente svolti dai genitori a favore di lavori per i quali era necessario un buon livello d'istruzione. Molti di questi giovani iniziarono a parlare inglese come prima lingua allontanandosi dagli usi dei propri genitori in un processo di costruzione di una propria specifica identità italo-canadese, diversa dalla categoria di "cittadini italiani residenti in Canada" o "popolazione di origine italiana". Nacque dunque un nuovo profilo identitario che trae origine dalla fusione di due culture per diventare altro ed evolversi in maniera propria.
Nel 2010, il governo dell'Ontario ha approvato la legge 103 con sanzione regia che proclamava il mese di giugno come il mese del patrimonio italiano. Il 17 maggio 2017, il Ministro del patrimonio canadese Mélanie Joly ha approvato una mozione unanime, Mozione 64, alla Camera dei comuni del Canada per riconoscere il mese di giugno come mese del patrimonio italiano in tutto il Canada - un momento per riconoscere, celebrare e sensibilizzare della comunità italiana in Canada, una delle più grandi fuori dall'Italia.

## Demografia
A partire dal censimento del 2021, 1.546.390 abitanti canadesi hanno dichiarato di avere origini italiane, che comprende il 4,3% della popolazione del Canada, segnando una diminuzione del 2,6% rispetto a 1.587.970 abitanti del censimento del 2016. Del 1.546.390, 671.510 avevano un solo genitore di origine italiana, mentre i restanti 874.880 avevano entrambi i genitori di origine italiana. La maggioranza vive in Ontario, corrispondente a oltre 900.000 individui (il 7% della popolazione totale), mentre oltre 300.000 vivono in Quebec (4% della popolazione totale) - che costituiscono quasi l'80% della popolazione nazionale.
| Anno | Popolazione (totale) | % della popolazione etnica totale | Popolazione (entrambi i genitori di origine italiana) | Popolazione (un sono genitore di origine italiana) | Variazione totale in % |
| ---- | -------------------- | --------------------------------- | ----------------------------------------------------- | -------------------------------------------------- | ---------------------- |
| 1871 | 1.035                | 0,03%                             | -                                                     | -                                                  | N/A                    |
| 1881 | 1.849                | 0,04%                             | -                                                     | -                                                  | +78,6%                 |
| 1901 | 10.834               | 0,2%                              | -                                                     | -                                                  | +485,9%                |
| 1911 | 45.411               | 0,6%                              | -                                                     | -                                                  | +319,2%                |
| 1921 | 66.769               | 0,8%                              | -                                                     | -                                                  | +47,0%                 |
| 1931 | 98.173               | 0,9%                              | -                                                     | -                                                  | +47,0%                 |
| 1941 | 112.625              | 1,0%                              | -                                                     | -                                                  | +14,7%                 |
| 1951 | 152.245              | 1,1%                              | -                                                     | -                                                  | +35,2%                 |
| 1961 | 459.351              | 2,5%                              | -                                                     | -                                                  | +201,7%                |
| 1971 | 730.820              | 3,4%                              | -                                                     | -                                                  | +59,1%                 |
| 1981 | 747,970              | 3,1%                              | -                                                     | -                                                  | +2,3%                  |
| 1991 | 1.147.780            | 4,1%                              | 750.055                                               | 397.725                                            | +53,5%                 |
| 1996 | 1.207.475            | 4,2%                              | 729.455                                               | 478.025                                            | +5,2%                  |
| 2001 | 1.270.370            | 4,3%                              | 726.275                                               | 544.090                                            | +5,2%                  |
| 2006 | 1.445.335            | 4,6%                              | 741.045                                               | 704.285                                            | +13,8%                 |
| 2011 | 1.488.425            | 4,5%                              | 700.845                                               | 787.580                                            | +3,0%                  |
| 2016 | 1.587.970            | 4,6%                              | 695.420                                               | 892.550                                            | +6,7%                  |
| 2021 | 1.546.390            | 4,3%                              | 671.510                                               | 874.880                                            | −2,6%                  |

| Province/Territorio        | Popolazione (1991) | % della popolazione totale (1991) | Popolazione (1996) | % della popolazione totale (1996) | Popolazione (2001) | % della popolazione totale (2001) | Popolazione (2006) | % della popolazione totale (2006) |
| -------------------------- | ------------------ | --------------------------------- | ------------------ | --------------------------------- | ------------------ | --------------------------------- | ------------------ | --------------------------------- |
| Ontario                    | 701.430            | 7,0%                              | 743.425            | 7,0%                              | 781.345            | 6,9%                              | 867.980            | 7,2%                              |
| Québec                     | 226.645            | 3,3%                              | 244.740            | 3,5%                              | 249.205            | 3,5%                              | 299.655            | 4,0%                              |
| Columbia Britannica        | 111.990            | 3,4%                              | 117.895            | 3,2%                              | 126.420            | 3,3%                              | 143.160            | 3,5%                              |
| Alberta                    | 61.245             | 2,4%                              | 58.140             | 2,2%                              | 67.655             | 2,3%                              | 82.015             | 2,5%                              |
| Manitoba                   | 17.900             | 1,6%                              | 17.205             | 1,6%                              | 18.550             | 1,7%                              | 21.405             | 1,9%                              |
| Nuova Scozia               | 11.915             | 1,3%                              | 11.200             | 1,2%                              | 11.240             | 1,3%                              | 13.505             | 1,5%                              |
| Saskatchewan               | 8.290              | 0,8%                              | 7.145              | 0,7%                              | 7.565              | 0,8%                              | 7.970              | 0,8%                              |
| Nuovo Brunswick            | 4.995              | 0,7%                              | 4.645              | 0,6%                              | 5.610              | 0,8%                              | 5.900              | 0,8%                              |
| Terranova e Labrador       | 1.740              | 0,3%                              | 1.505              | 0,3%                              | 1.180              | 0,2%                              | 1.375              | 0,3%                              |
| Isola del Principe Edoardo | 665                | 0,5%                              | 515                | 0,4%                              | 605                | 0,4%                              | 1.005              | 0,7%                              |
| Yukon                      | 440                | 1,6%                              | 545                | 1,8%                              | 500                | 1,8%                              | 620                | 2,0%                              |
| Territori del Nord-Ovest   | 510                | 0,9%                              | 525                | 0,8%                              | 400                | 1,1%                              | 610                | 1,5%                              |
| Nunavut                    | -                  | N/A                               | -                  | N/A                               | 95                 | 0,4%                              | 125                | 0,4%                              |

| Province/Territorio        | Popolazione (2011) | % della popolazione totale (2011) | Popolazione (2016) | % della popolazione totale (2016) | Popolazione (2021) | % della popolazione totale (2021) |
| -------------------------- | ------------------ | --------------------------------- | ------------------ | --------------------------------- | ------------------ | --------------------------------- |
| Ontario                    | 883.990            | 7,0%                              | 931.805            | 7,0%                              | 905.105            | 6,5%                              |
| Québec                     | 307.810            | 4,0%                              | 326.700            | 4,1%                              | 316.320            | 3,8%                              |
| Columbia Britannica        | 150.660            | 3,5%                              | 166.090            | 3,6%                              | 162.485            | 3,3%                              |
| Alberta                    | 88.705             | 2,5%                              | 101.260            | 2,5%                              | 98.730             | 2,4%                              |
| Manitoba                   | 21.960             | 1,9%                              | 23.205             | 1,9%                              | 22.835             | 1,8%                              |
| Nuova Scozia               | 14.305             | 1,6%                              | 15.625             | 1,7%                              | 16.575             | 1,7%                              |
| Saskatchewan               | 9.530              | 1,0%                              | 11.310             | 1,1%                              | 10.830             | 1,0%                              |
| Nuovo Brunswick            | 7.195              | 1,0%                              | 7.460              | 1,0%                              | 8.250              | 1,1%                              |
| Terranova e Labrador       | 1.825              | 0,4%                              | 1.710              | 0,3%                              | 2.290              | 0,5%                              |
| Isola del Principe Edoardo | 955                | 0,7%                              | 1.200              | 0,9%                              | 1.655              | 1,1%                              |
| Yukon                      | 725                | 2,2%                              | 915                | 2,6%                              | 710                | 1,8%                              |
| Territori del Nord-Ovest   | 545                | 1,3%                              | 505                | 1,2%                              | 445                | 1,1%                              |
| Nunavut                    | 215                | 0,7%                              | 175                | 0,5%                              | 160                | 0,4%                              |

| Area metropolitana           | Popolazione (1991) | % della popolazione etnica totale (1991) | Popolazione (1996) | % della popolazione etnica totale (1996) | Popolazione (2001) | % della popolazione etnica totale (2001) | Popolazione (2006) | % della popolazione etnica totale (2006) |
| ---------------------------- | ------------------ | ---------------------------------------- | ------------------ | ---------------------------------------- | ------------------ | ---------------------------------------- | ------------------ | ---------------------------------------- |
| Greater Toronto Area         | 387.655            | 10,1%                                    | 414.310            | 9,8%                                     | 429.380            | 9,2%                                     | 466.155            | 9,2%                                     |
| Greater Montréal             | 163.830            | 9,2%                                     | 220.935            | 6,7%                                     | 224.460            | 6,6%                                     | 260.345            | 7,3%                                     |
| Greater Vancouver            | 58.465             | 3,8%                                     | 64.285             | 3,5%                                     | 69.000             | 3,5%                                     | 76.345             | 3,6%                                     |
| Hamilton                     | 51.320             | 11,4%                                    | 62.035             | 10,0%                                    | 67.685             | 10,3%                                    | 72.440             | 10,6%                                    |
| Niagara Region               | 43.040             | 10,9%                                    | 44.515             | 11,0%                                    | 44.645             | 12,0%                                    | 48.850             | 12,7%                                    |
| National Capital Region      | 30.265             | 4,5%                                     | 34.350             | 3,4%                                     | 37.435             | 3,6%                                     | 45.005             | 4,0%                                     |
| Greater Calgary              | 22.810             | 3,2%                                     | 23.885             | 2,9%                                     | 29.120             | 3,1%                                     | 33.645             | 3,1%                                     |
| Windsor                      | 20.320             | 10,6%                                    | 29.270             | 10,6%                                    | 30.680             | 10,1%                                    | 33.725             | 10,5%                                    |
| Greater Edmonton             | 17.780             | 2,9%                                     | 20.020             | 2,3%                                     | 22.385             | 2,4%                                     | 28.805             | 2,8%                                     |
| Greater Winnipeg             | 14.460             | 2,3%                                     | 15.245             | 2,3%                                     | 16.105             | 2,4%                                     | 18.580             | 2,7%                                     |
| Sault Ste. Marie             | 16.930             | 20,8%                                    | 16.480             | 20,0%                                    | 16.315             | 21,0%                                    | 17.720             | 22,4%                                    |
| Thunder Bay                  | 14.265             | 12,5%                                    | 15.095             | 12,1%                                    | 15.395             | 12,8%                                    | 17.290             | 14,3%                                    |
| London                       | 13.455             | 4,4%                                     | 15.570             | 4,0%                                     | 17.290             | 4,1%                                     | 20.380             | 4,5%                                     |
| Greater Sudbury              | 12.210             | 7,6%                                     | 11.990             | 7,5%                                     | 12.030             | 7,8%                                     | 13.415             | 8,6%                                     |
| Oshawa                       | N/A                | N/A                                      | 11.675             | 4,4%                                     | 13.990             | 4,8%                                     | 18.225             | 5,6%                                     |
| Kitchener-Cambridge-Waterloo | N/A                | N/A                                      | 10.240             | 2,5%                                     | 11.365             | 2,8%                                     | 13.675             | 3,1%                                     |
| Guelph                       | N/A                | N/A                                      | N/A                | N/A                                      | 11.135             | 9,6%                                     | 12.110             | 9,6%                                     |
| Barrie                       | N/A                | N/A                                      | N/A                | N/A                                      | N/A                | N/A                                      | 10.330             | 5.9%                                     |

| Area metropolitana           | Popolazione (2011) | % della popolazione totale (2011) | Popolazione (2016) | % della popolazione totale (2016) | Popolazione (2021) | % della popolazione totale (2021) |
| ---------------------------- | ------------------ | --------------------------------- | ------------------ | --------------------------------- | ------------------ | --------------------------------- |
| Greater Toronto Area         | 475.090            | 8,6%                              | 484.360            | 8,3%                              | 444.755            | 7,2%                              |
| Greater Montréal             | 263.565            | 7,0%                              | 279.795            | 7,0%                              | 267.240            | 6,3%                              |
| Greater Vancouver            | 82.435             | 3,6%                              | 87.875             | 3,6%                              | 83.200             | 3,2%                              |
| Hamilton                     | 75.900             | 10,7%                             | 79.725             | 10,8%                             | 80.165             | 10,4%                             |
| Niagara Region               | 48.530             | 12,6%                             | 49.345             | 12,4%                             | 50.210             | 11,8%                             |
| National Capital Region      | 47.975             | 4,0%                              | 53.825             | 4,1%                              | 55.945             | 3,8%                              |
| Greater Calgary              | 36.875             | 3,1%                              | 42.940             | 3,1%                              | 41.620             | 2,8%                              |
| Windsor                      | 30.880             | 9,8%                              | 33.175             | 10,2%                             | 37.665             | 9,1%                              |
| Greater Edmonton             | 29.580             | 2,6%                              | 33.800             | 2,6%                              | 32.235             | 2,3%                              |
| Oshawa                       | 20.265             | 5,8%                              | 22.870             | 6,1%                              | 22.745             | 5,5%                              |
| London                       | 20.210             | 4,3%                              | 22.625             | 4,6%                              | 22.755             | 4,3%                              |
| Greater Winnipeg             | 18.405             | 2,6%                              | 19.435             | 2,6%                              | 19.060             | 2,3%                              |
| Sault Ste. Marie             | 16.005             | 20,4%                             | 16.025             | 20,9%                             | 14.945             | 19,8%                             |
| Thunder Bay                  | 15.575             | 13,1%                             | 16.610             | 14,0%                             | 16.615             | 13,7%                             |
| Kitchener-Cambridge-Waterloo | 14.860             | 3,2%                              | 18.650             | 3,6%                              | 19.475             | 3,4%                              |
| Greater Sudbury              | 13.115             | 8,3%                              | 13.500             | 8,3%                              | 12.935             | 7,7%                              |
| Guelph                       | 12.915             | 9,3%                              | 14.430             | 9,6%                              | 14.075             | 8,6%                              |
| Barrie                       | 11.415             | 6,2%                              | 14.460             | 7,4%                              | 16.190             | 7,7%                              |
| Victoria                     | 10.535             | 3,1%                              | 11.665             | 3,3%                              | 12.750             | 3,3%                              |

### Lingua e immigrazione
Nel 2021, dei 1.546.390 di italo-canadesi, 204.070 sono immigrati nati in Italia, con 319.505 che dichiarano l'italiano come madrelingua. Dal 2001 si è registrato un calo complessivo nell'uso della lingua italiana.
| Anno | Madrelingua Italiano | Parlanti totali di lingue non ufficiali (non inglese o francese) (%) | Parlanti totali (%) | % di italo-canadesi |
| ---- | -------------------- | -------------------------------------------------------------------- | ------------------- | ------------------- |
| 1991 | 449.660              | 12,7%                                                                | 1,7%                | 39,2%               |
| 1996 | 484.500              | 10,5%                                                                | 1,7%                | 40,1%               |
| 2001 | 469.485              | 9,0%                                                                 | 1,6%                | 37,0%               |
| 2006 | 455.040              | 7,4%                                                                 | 1,5%                | 31,5%               |
| 2011 | 407.485              | 6,2%                                                                 | 1,2%                | 27,4%               |
| 2016 | 375.645              | 5,1%                                                                 | 1,1%                | 23,7%               |
| 2021 | 319.505              | 4,1%                                                                 | 0,9%                | 20,7%               |

| Periodo   | Popolazione | % dell'immigrazione canadese totale |
| --------- | ----------- | ----------------------------------- |
| 1901-1910 | 58.104      | 3,5%                                |
| 1911-1920 | 62.663      | 3,7%                                |
| 1921-1930 | 26.183      | 2,1%                                |
| 1931-1940 | 3.898       | 2,4%                                |
| 1941-1950 | 20.682      | 4,2%                                |
| 1951-1960 | 250.812     | 15,9%                               |
| 1961-1970 | 190.760     | 13,5%                               |
| 1971-1978 | 37.087      | 3,1%                                |

| Anno | Popolazione | % di immigrati in Canada | % della popolazione canadese |
| ---- | ----------- | ------------------------ | ---------------------------- |
| 1986 | 366.820     | 9,4%                     | 1,5%                         |
| 1991 | 351.615     | 8,1%                     | 1,3%                         |
| 1996 | 332.110     | 6,7%                     | 1,2%                         |
| 2001 | 315.455     | 5,8%                     | 1,1%                         |
| 2006 | 296.850     | 4,8%                     | 0,9%                         |
| 2011 | 260.250     | 3,6%                     | 0,8%                         |
| 2016 | 236.635     | 3,1%                     | 0,7%                         |
| 2021 | 204.070     | 2,4%                     | 0,6%                         |

## Principali comunità
- Little Italy (Toronto), (Toronto), Ontario
- Petite Italie, (Montréal), Québec
- Little Italy (Hamilton), Ontario
- Little Italy (Ottawa), Ontario
- Little Italy (Calgary), Alberta
- Little Italy (Edmonton), Alberta
- Little Italy (Vancouver), Columbia Britannica
- Little Italy (Winnipeg), Manitoba
- Corso Italia (Toronto)
- Woodbridge (Ontario)
- Nobleton (Ontario)
- Bolton (Ontario)
- Saint-Léonard (Montréal)
- Rivière-des-Prairies–Pointe-aux-Trembles

## Cinema italo-canadese
- Café Italia (1985) di Paul Tana[59]
- La Sarrasine (1992) di Paul Tana[60]
- Dimanche d'Amérique (1961) di Gilles Carle[61]
- Notes sur une minorité (1965) di Gianfranco Mingozzi[62]
- Mambo italiano (2003) di Émile Gaudreault
- J'ai fait mon propre courage (Ho fatto il mio coraggio, 2010) di Giovanni Princigalli[63]